# Karlivka
Karlivka (ukrajinsky Карлівка; rusky Карловка – Karlovka) je město v Poltavské oblasti na Ukrajině. Leží na pravém břehu Orčyku (přítok Orilu) zhruba padesát kilometrů na východ od Poltavy směrem na Krasnohrad. V roce 2025 žilo v Karlivce přes čtrnáct tisíc obyvatel.

## Dějiny
Vesnice Karlivka byla založena někdy na přelomu 17. a 18. století, nejstarší písemná zpráva pochází až z 11. května 1784. Poltavský újezd včetně Karlivky patřil k panství rodu Razumovských. Dne 9. června 1787 se zde při návratu z Krymu na cestě z Poltavy do Konstantinopole zastavila a s Kirillem Grigorjevičem Razumovským poobědvala císařovna Kateřina II. Veliká, která ho již předtím povýšila do hraběcího stavu. Rezidence jejich setkání se nedochovala.
V roce 1817 měla Karlivka již první zděnou budovu nemocnice Lazaretní dvůr s lékárnou a roku 1818 byl založen Uspenský chrám poltavské eparchie, zničený ve 30. letech 20. století a dosud neobnovený.

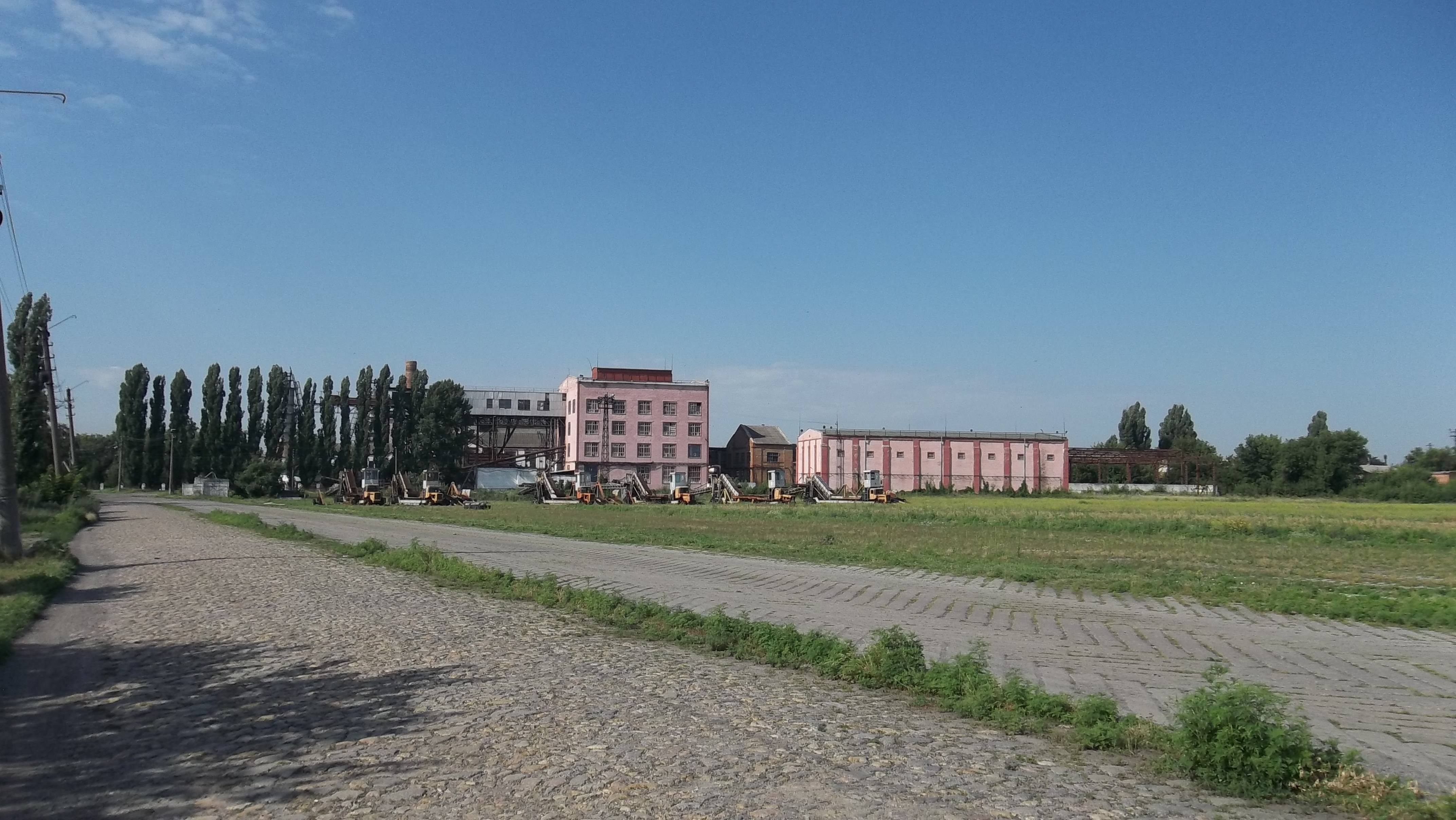
cukrovar

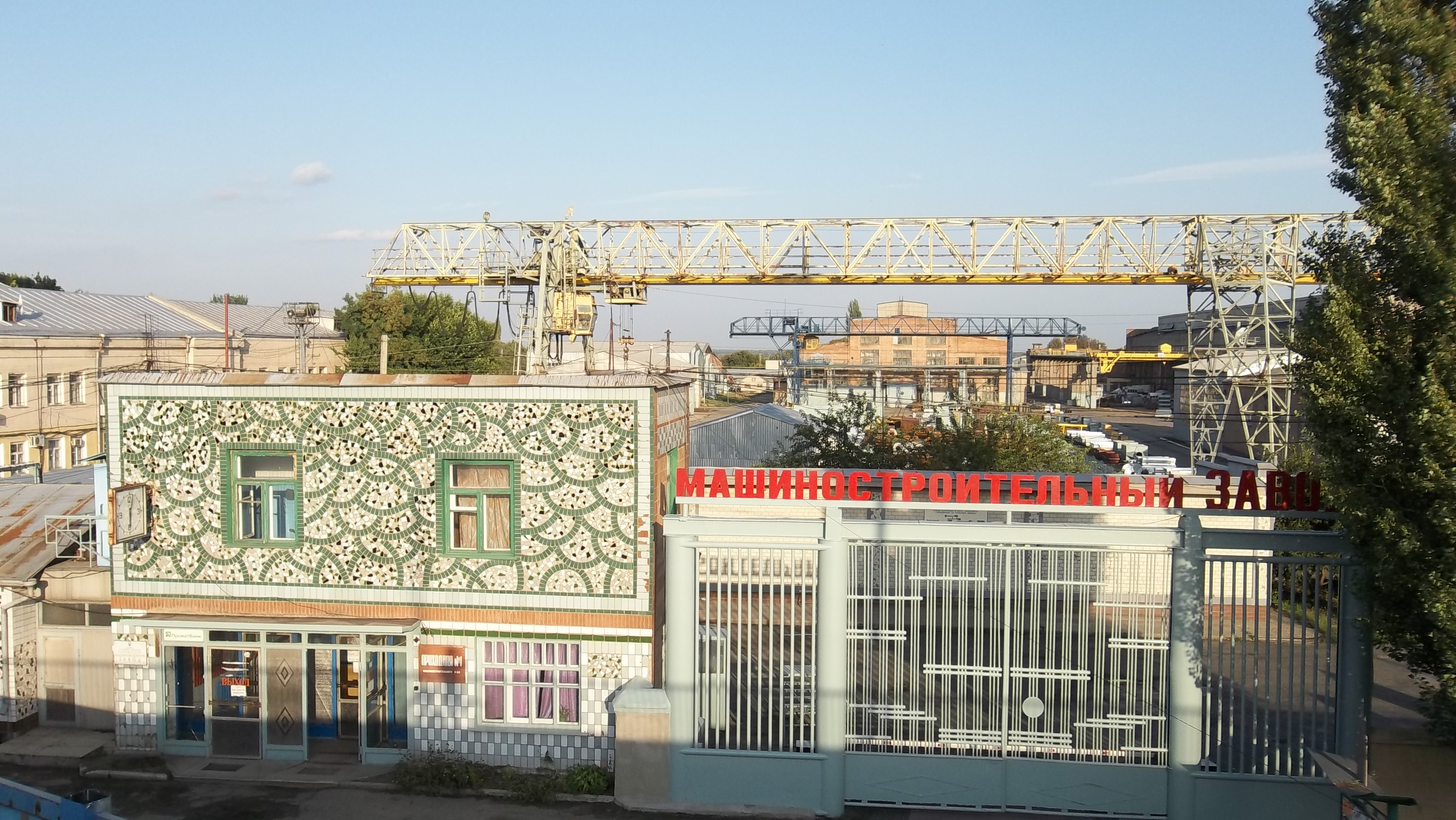
Strojírenský závod Mašbud

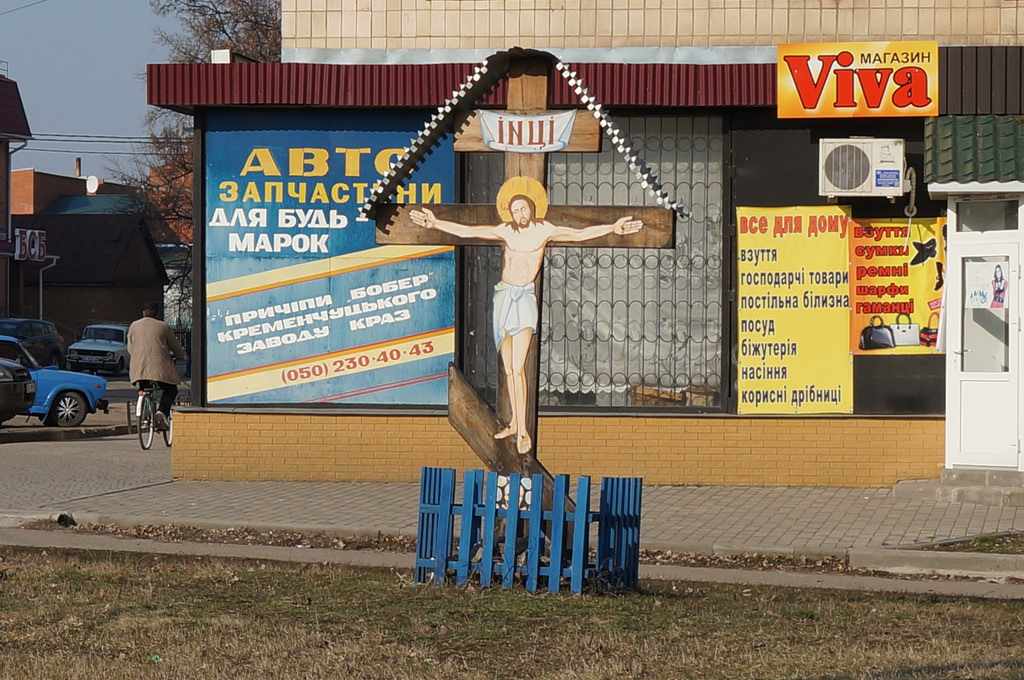
Krucifix

V roce 1897 Karlivka dosáhla počtu 3 600 obyvatel a železničního spojení. V sovětské éře došlo k velkému rozmachu průmyslu, takže v roce 1939 byla již osadou městského typu s 10 300 obyvateli. Růst pokračoval i po 2. světové válce, v roce 1957 získala statut města a do roku 1989 se rozrostla na 20 059 obyvatel, což bylo její historické maximum. V průběhu transformace hospodářství a následující krize počet obyvatel klesl o více než 10 % na 17 658 obyvatel k roku 2003, 15 863 k roku 2011 a v současnosti má jen něco málo přes 14 tisíc obyvatel.

## Hospodářství
Město je průmyslové, kromě elektrárny je hlavním zaměstnavatelem obyvatel strojírenský závod Mašbud. Je zde také cukrovar.

## Náboženství, kultura a sport
Kulturními památkami jsou čtyři válečné pomníky a pamětní desky; město má palác kultury a muzeum. Sport je soustředěn na fotbalový stadion a na každoroční terénní závod motocyklů.

## Příroda
Významná a poměrně dobře zachovaná je příroda v okolí. Do katastru města patří park Duby čereščaty (ukrajinsky Дуби черешчатi) se 74 vzrostlými duby, o rozloze 3,5 hektaru. Od roku 2012 je chráněný jako botanická rezervace.

## Rodáci
- Trofim Děnisovič Lysenko (1898–1976), sovětský pavědec
- Nikolaj Viktorovič Podgornyj (1903–1983), sovětský politik
- Semjon Děnisovič Ignaťjev (1904–1983), sovětský politik